# Effigy of the Forgotten
Effigy of the Forgotten är det amerikanska death metal-bandet Suffocations debutalbum. Albumet släpptes den 8 oktober 1991 genom skivbolaget R / C Records.

## Låtförteckning
1. "Liege of Inveracity" – 4:28
2. "Effigy of the Forgotten" – 3:47
3. "Infecting the Crypts" – 4:45
4. "Seeds of the Suffering" – 5:51
5. "Habitual Infamy" – 4:15
6. "Reincremation" – 2:52
7. "Mass Obliteration" – 4:30
8. "Involuntary Slaughter" – 3:00
9. "Jesus Wept" – 3:38

Text: Josh Barohn (spår 1, 2, 6, 7, 9), Doug Cerrito (spår 3, 5, 6), Frank Mullen (spår 4, 8), Mike Smith (spår 7)
Musik: Cerrito (spår 1–7, 9), Terrance Hobbs (spår 1–5, 7–9), Barohn (spår 2, 3, 7), Smith (spår 7)

## Medverkande
Musiker (Suffocation-medlemmar)
- Frank Mullen − sång
- Terrance Hobbs – gitarr
- Doug Cerrito – gitarr
- Josh Barohn − basgitarr
- Mike Smith − trummor

Bidragande musiker
- George Corpsegrinder (George Fisher) – bakgrundssång (spår 6, 7)

Produktion
- Scott Burns – producent, ljudtekniker, mixning
- Eddy Schreyer – mastering
- Tom Greenwood – omslagsdesign
- Dan SeaGrave – omslagskonst
- Ira Rosenson – foto